# Viercontinentenkampioenschappen schaatsen 2023
De Viercontinentenkampioenschappen schaatsen 2023 voor mannen en vrouwen vonden van 2 tot en met 4 december 2022 plaats op het Centre de glaces Intact Assurance te Quebec, Canada.
Het was de derde keer dat er equivalent aan de Europese kampioenschappen door de ISU ook een kampioenschap voor de overige continenten werd gehouden. Er werden titels en medailles vergeven op zeven onderdelen bij zowel de mannen als de vrouwen, vijf individueel en twee in teamverband.

## Programma
| Vrijdag 2 december                                                        | Zaterdag 3 december                                 | Zondag 4 december                                                       |
| ------------------------------------------------------------------------- | --------------------------------------------------- | ----------------------------------------------------------------------- |
| 0500 m (v) 0500 m (m) 3000 m (v) 5000 m (m) Teamsprint (v) Teamsprint (m) | 1500 m (v) 1500 m (m) Massastart (v) Massastart (m) | 1000 m (v) 1000 m (m) Ploegenachtervolging (v) Ploegenachtervolging (m) |

## Medailles

### Mannen
| Afstand              | Goud                                                  | Zilver                                                  | Brons                                                                  |
| -------------------- | ----------------------------------------------------- | ------------------------------------------------------- | ---------------------------------------------------------------------- |
| 0500 m               | Laurent Dubreuil                                      | Yuma Murakami                                           | Kim Jun-ho                                                             |
| 1000 m               | Laurent Dubreuil                                      | Park Seong-hyeon                                        | Kim Tae-yun                                                            |
| 1500 m               | Antoine Gélinas-Beaulieu                              | Dmitri Morozov                                          | Jake Weidemann                                                         |
| 5000 m               | Vitaliy Schigolev                                     | Lee Seung-hoon                                          | Jordan Belchos                                                         |
| Massastart           | Chung Jae-won                                         | Lee Seung-hoon                                          | Shen Hanyang                                                           |
| Teamsprint           | CanadaLaurent Dubreuil Christopher Fiola David La Rue | Zuid-KoreaKim Jun-ho Kim Tae-yun Park Seong-hyeon       | Verenigde StatenConor McDermott-Mostowy Zach Stoppelmoor Tanner Worley |
| Ploegenachtervolging | Zuid-KoreaChung Jae-won Um Cheon-ho Yang Ho-jun       | CanadaAntoine Gélinas-Beaulieu Max Halyk Jake Weidemann | ChinaShen Hanyang Wang Hongli Wang Shiwei                              |

### Vrouwen
| Afstand              | Goud                                                     | Zilver                                                | Brons                                                       |
| -------------------- | -------------------------------------------------------- | ----------------------------------------------------- | ----------------------------------------------------------- |
| 0500 m               | Kim Min-sun                                              | Konami Soga                                           | Yukino Yoshida                                              |
| 1000 m               | Kim Min-sun                                              | Jekaterina Ajdova                                     | Béatrice Lamarche                                           |
| 1500 m               | Nadezjda Morozova                                        | Jekaterina Ajdova                                     | Alison Desmarais                                            |
| 3000 m               | Valérie Maltais                                          | Nadezjda Morozova                                     | Béatrice Lamarche                                           |
| Massastart           | Valérie Maltais                                          | Yang Binyu                                            | Park Ji-woo                                                 |
| Teamsprint           | ChinaPei Chong Yang Binyu Zhang Lina                     | Verenigde StatenAnna Quinn Chrysta Rands Sarah Warren | CanadaAlison Desmarais Rose Laliberte-Roy Abigail McCluskey |
| Ploegenachtervolging | CanadaBéatrice Lamarche Valérie Maltais Maddison Pearman | ChinaChen Xiangyu Li Leming Yang Binyu                | Zuid-KoreaHwang Hyun-sun Park Chae-won Park Ji-woo          |

### Medailleklassement
|   | Land             | Goud | Zilver | Brons | Totaal |
| - | ---------------- | ---- | ------ | ----- | ------ |
| 1 | Canada           | 7    | 1      | 6     | 14     |
| 2 | Zuid-Korea       | 4    | 4      | 4     | 12     |
| 3 | Kazachstan       | 2    | 4      | 0     | 6      |
| 4 | China            | 1    | 2      | 2     | 5      |
| 5 | Japan            | 0    | 2      | 1     | 3      |
| 6 | Verenigde Staten | 0    | 1      | 1     | 2      |